# 120. вечити дерби у фудбалу
120. вечити дерби у фудбалу је фудбалска утакмица одиграна у Београду 20. априла 2003. године, између Црвене звезде и Партизана. Утакмица се завршила резултатом 2 : 0 (1 : 0) за Црвену звезду.